# Seifenfabrik Delespa
Die ehemalige Seifenfabrik Delespa der Nordwolle (NW&K) (Lager U) in Delmenhorst, Am Friesenpark 28 D / Ecke Nordenhamer Straße, wurde Anfang des 20. Jahrhunderts aufgebaut.
Die Gebäude der Baudenkmal-Gruppe Ehem. Fabrikanlage Delespa sind Baudenkmale in Delmenhorst.

## Geschichte
Die Nordwolle war ein bedeutendes Unternehmen für die Verarbeitung von Wolle und Kammgarn, angesiedelt auf einem Areal von rund 25 Hektar Fläche zwischen dem Flüsschen Delme im Westen und Norden sowie den Bahngleisen im Süden. Sie bestand von 1884 bis zur Stilllegung von 1981. Die Zahl der Beschäftigten wuchs rapide an: 1887 waren es 900, um 1911 bereits 3000 Mitarbeiter und später bis zu 4500. Eine „Stadt in der Stadt“ entwickelte sich.
Die Nordwolle hatte vorgesehen, beim Waschen der Rohwolle anfallende Abfallprodukte weiterzuverarbeiten. In dem neben der Wollwäscherei befindlichen Kalihaus wurde das Wollwaschwasser eingedampft und chemisch behandelt, um die Fettsubstanzen und die in ihnen enthaltenen Kalium-Verbindungen zu nutzen.
In der seit 1886 in unmittelbarer Nähe befindlichen Fettfabrik wurde aus dem Waschwasser zunächst das Wollfett gewonnen und ab 1896 in einer chemischen Abteilung an der Hasberger Straße auch Rohwollfette, Wollfettsäuren, Neutralfette und Lanolin hergestellt. Rohwollfette ließen sich als Schmier-, Füll- und Gleitfette verwenden.
1905 übernahm die NW&K die Bremer Feinseifen- und Parfümfabrik Hoepner & Sohn und baute ab 1907 die chemische Abteilung als Tochtergesellschaft des Konzerns weiter aus. Die Produktpalette erweiterte sich um Feinseifen, Kernseifen, Industrieseifen, Waschpulver, Parfümeriewaren und kosmetische Artikel wie Zahnpasta etc. Für die Duftzusammenstellung der Parfüme und Seifen bestand ein Duftlabor. Verpackung und deren Design erstellte die Firma.
Ab 1925 bestand das Unternehmen als Delmenhorster Seifen- und Parfüm-Werke, kurz Delespa, welches nicht mehr existiert. Die Fabrik bestand bis Ende 1966.
Die ein- und zweigeschossigen verputzten Verwaltungs- und Fabrikgebäude mit Satteldächern sowie alten Backsteinelementen in den Fensterrundbögen, an den Ecken und Lisenen und bei einigen Innenwänden, wurden 2006/07 saniert. Die Gebäude wurden u. a. durch eine Keramikwerkstatt genutzt und heute (2022) u. a. als Restaurant, Musikschule, Büros und als Sportschule.
Eine Auswahl der Produkte wird im Nordwestdeutschen Museum für Industriekultur ausgestellt.